# Paray-le-Frésil
Paray-le-Frésil är en kommun i departementet Allier i regionen Auvergne-Rhône-Alpes i de centrala delarna av Frankrike. Kommunen ligger  i kantonen Chevagnes som ligger i arrondissementet Moulins. År 2022 hade Paray-le-Frésil 379 invånare.

## Befolkningsutveckling
Antalet invånare i kommunen Paray-le-Frésil
Referens: INSEE